# GODDESSES OF STARDOM
GODDESSES OF STARDOM（ゴッデス・オブ・スターダム）は、スターダム主催により開催されている、女子プロレスのタッグマッチによるリーグ戦あるいはトーナメント戦。2011年に第1回開催。
同団体のタッグマッチの王座であるゴッデス・オブ・スターダム王座とは別の物である。ただし、同王座挑戦者または空位の場合新王者決定を兼ねて行われる。

## 第1回（2011年）
参加4組
- 「チーム丸顔」高橋奈苗&紫雷イオ 2点
- 「BY砲」愛川ゆず季&美闘陽子 4点 ※優勝
- 「川崎葛飾最強伝説」夏樹☆たいよう&世IV虎 4点 ※準優勝
- 「女-AMA-」星輝ありさ&岩谷麻優 2点

内容
新設されるタッグチーム王座「ゴッデス・オブ・スターダム王座」を決定するためのリーグ戦として開催。
公式戦は20分1本勝負。10月10日より開幕し、11月27日に最終戦。会場はすべて新木場1stRING。4チーム総当たり戦、勝ち2、引分1、負け0の得点制で、最高得点チームがリーグ戦優勝とともに初代タッグ王座に認定される。
今大会はFan+「戦乙女〜Fighting Girl」が大会をサポート。「Fan+プレゼンツGODDESSES OF STARDOM争奪タッグリーグ戦」として開かれた。
最終戦で川崎葛飾がBYに勝利してこの2チームが4点で並んだため、同じ顔合わせで優勝決定戦が急遽組まれ、勝利したBY砲が初代タッグ王座獲得を果たした。

## 第2回（2012年）
参加8組
レッドゴッデス
- 「Yダッシュ」愛川ゆず季&夕陽 4点
- 「川崎葛飾最強伝説」夏樹☆たいよう&世IV虎 4点※優勝
- 「サンダーロック」紫雷イオ&岩谷麻優 2点
- 須佐えり&NOZOMI 2点

直接対決の結果により川崎葛飾最強伝説が優勝決定戦進出。
ブルーゴッデス
- 「ナナミホ」高橋奈苗&脇澤美穂 4点
- 「青森島根レベルアップストーリー奮闘記伝説」安川惡斗&鹿島沙希 1点
- 「宝翔天女(仮)」宝城カイリ&翔月なつみ 4点
- 「キムラモンスター軍☆」木村響子&クリスティーナ・フォン・エリー 3点

直接対決の結果により宝翔天女(仮)が優勝決定戦進出。
内容
今大会は美闘の負傷欠場が長引いたためBY砲が返上したタッグ王座を懸けて争う。
公式戦は15分1本勝負。10月27日から11月25日まで4大会すべて新木場で行う。4組ずつ2ブロックに分かれ、総当りリーグ戦の最高得点者が優勝決定戦に進出。最高得点が複数チームの場合、直接対決の結果が反映される。優勝決定戦の勝者が第2代タッグ王座獲得。
須佐のパートナーははるか悠梨を予定していたが、負傷が完治しなかったため東京女子プロレスのNOZOMIに変更された。
両ブロックとも直接対決の結果で優勝決定戦進出チームが決まる混戦となった。優勝決定戦で勝利した川崎葛飾最強伝説がタッグリーグ優勝と共に2代目タッグ王者となった。

## 第3回（2013年）
参加8組
- 「川崎葛飾最強伝説」夏樹☆たいよう&世IV虎 ※準決勝敗退
- 「平成スター」紫雷イオ&彩羽匠 ※1回戦敗退
- 「たわしーず」脇澤美穂&岩谷麻優 ※1回戦敗退
- 「七海里」高橋奈苗&宝城カイリ ※準決勝敗退
- 「対等タッグ」木村響子&安川惡斗 ※優勝
- 米山香織&夕陽 ※1回戦敗退
- 「十文字姉妹」DASH・チサコ&仙台幸子（ともに仙女） ※1回戦敗退
- 「キムラモンスター軍☆」アルファ・フィーメル&ザ・フィーメル・プレデター・“アマゾン” ※準優勝

内容
今大会は過去2大会から一変し、8組参加のノックアウトトーナメントとなった。
全試合が時間無制限1本勝負で行われる。1回戦は10月20日新木場大会と11月10日名古屋テレピア大会、11月23日新木場で準決勝・決勝戦が行われる。
川葛は3年連続出場だが、夏樹が翌年引退したため最後の出場になった。現タッグ王者はナナミホであるが、それぞれ別のパートナーでエントリーした。また、初の他団体タッグとしてJWPタッグリーグ・ザ・ベスト優勝者でもある十文字姉妹がエントリー。
連覇のかかった川葛は準決勝で敗退。決勝戦は木村モンスター軍対決となりこれを制した木村&惡斗組が優勝し、ナナミホが持つタッグ王座挑戦を表明した。

## 第4回（2014年）
参加8組
レッドゴッデス
- 「七海里」高橋奈苗&宝城カイリ 5点 ※優勝
- 世IV虎&はづき蓮王 2点
- 「武士女」彩羽匠&世羅りさ（アイスリボン） 3点
- 「キムラモンスター軍☆」木村響子&クリス・ウルフ 2点

ブルーゴッデス
- 「サンダーロック」紫雷イオ&岩谷麻優 4点 ※準優勝
- 脇澤美穂&コグマ 2点
- 「よね日の出」米山香織&初日の出仮面 2点
- スター・ファイヤー&ミスティク（ともにWWS） 4点

直接対決の結果によりサンダーロックが優勝決定戦進出。
内容
9月23日後楽園大会の「5★STAR GP 2014」決勝戦のエンディングで開催が発表され、出場タッグも決定した。
今大会はリーグ戦で、形式は2012年大会と同じ。
10月12日新木場大会より開幕、11月16日新木場大会で優勝決定戦を行う。1試合は10月22日のアイスリボン道場マッチで行う。
七海里がタッグ王者として初優勝。公式戦で唯一引き分けた武士女をタッグ王座の挑戦者に指名した。

## 第5回（2015年）
参加8組
- 「サンダーロック」紫雷イオ&岩谷麻優 ※優勝
- 宝城カイリ&加藤悠 ※1回戦失格
- 安川惡斗&ハリデッド ※1回戦失格
- 木村響子&クリス・ウルフ ※1回戦敗退
- 渡辺桃&ダトゥーラ ※準決勝敗退
- 美邑弘海&スターライト・キッド ※1回戦敗退
- 「ヨネックス」米山香織&アレックス・リー ※1回戦敗退
- 松本浩代&サンタナ・ギャレット ※準優勝

内容
当初はタッグリーグ戦として11月15日後楽園ホールで優勝戦を予定していたが、10月25日の新木場大会エンディングにて、11月8日の同所でワンデートーナメントとして開催されると発表された。
カイリ組vs惡斗組が両者失格と言う幸運にも恵まれたサンダーロックと松本組が決勝進出。この試合はサンダーロックが持つタッグ王座防衛戦にもなり、これを制したサンダーロックが優勝とともにタッグ王座6度目の防衛に成功した。2大会連続となるタッグ王者優勝で幕を下ろした。

## 第6回（2016年）
参加8組
レッドゴッデス
- 紫雷イオ＆岩谷麻優 7点 ※準優勝
- 渡辺桃＆ジャングル叫女 2点
- 花月＆クリス・ウルフ 4点
- オーエンス・シスターズ 3点

ブルーゴッデス
- 美闘陽子＆宝城カイリ 6点 ※優勝
- 美邑弘海＆安納サオリ 2点
- サンタナ・ギャレット＆チェルシー・グリーン 4点
- サンダー・ロサ＆ハリデッド 4点

内容
今大会はリーグ戦として10月14日新木場大会で開幕、11月11日新宿FACEにて最終戦。

## 第7回（2017年）
参加8組
レッドゴッデス
- 美闘陽子＆ジャングル叫女 5点 ※準優勝
- 花月＆木村花 5点
- AZM＆スターライト・キッド 0点
- シャーダネー＆スカーレット 4点

ブルーゴッデス
- 紫雷イオ＆HZK 5点
- 小波＆美邑弘海 4点
- 刀羅ナツコ＆渋沢四季 2点
- ケリー・クライン＆ビー・プレストリー 7点 ※優勝

内容
今大会はリーグ戦として10月14日神戸サンボ―ホール大会で開幕。ケリー・クライン＆ビー・プレストリー組が外国人同士のタッグとして初優勝を飾った。

## 第8回（2018年）
参加12組
レッドゴッデス
- ジャングル叫女＆刀羅ナツコ
- 花月＆葉月
- 小波＆AZM
- 中野たむ＆渋沢四季
- ビー・プレストリー＆シャーダネー ※準優勝
- 夏すみれ＆“セッション・モス”マルティナ

ブルーゴッデス
- 岩谷麻優＆鹿島沙希
- 渡辺桃＆林下詩美 ※優勝
- スターライト・キッド＆ナツミ
- 木村花＆マリー・アパッチェ
- 米山香織＆ルアカ
- 羽南＆小野崎玲皇

内容
今大会はリーグ戦として10月13日新木場1stRING大会で開幕、11月4日博多スターレーンにて最終戦。渡辺桃＆林下詩美が優勝し、林下はデビュー3ヶ月ながらも優勝を果たした。

## 第9回（2019年）
参加12組
レッドゴッデス
- ジャングル叫女＆小波
- 岩谷麻優＆鹿島沙希
- 里歩＆スターライト・キッド
- 渡辺桃＆AZM
- 葉月＆刀羅ナツコ
- ビー・プレストリー＆ジェイミー・ヘイター※準優勝

ブルーゴッデス
- 星輝ありさ＆中野たむ※優勝
- 花月＆アンドラス宮城
- 木村花＆DEATH山さん。
- 夏すみれ＆“セッション・モス”マルティナ
- ボビー・タイラー＆ゾーイ・ルーカス
- 飯田沙耶＆上谷沙弥

内容
今大会はリーグ戦として10月12日新木場1stRING大会で開幕を予定していたが台風の影響で中止、10月14日後楽園ホールが開幕戦となった。11月15日名古屋・レジェンドホールにて最終戦

## 第10回（2020年）
参加10組
レッドゴッデス
- 岩谷麻優＆スターライト・キッド【MK☆Sister’s】 4点
- 飯田沙耶＆羽南【wing★gori】 2点
- 林下詩美＆上谷沙弥【AphroditE】 5点
- ジュリア＆舞華【Crazy Bloom】 6点 ※準優勝
- 刀羅ナツコ＆鹿島沙希【Devil Duo】 4点

ブルーゴッデス
- 中野たむ＆白川未奈【DREAM☆H】 4点
- 渡辺桃＆AZM【MOMOAZ】 8点 ※優勝
- 朱里＆ひめか【Grab the top】 6点
- ビー・プレストリー＆小波【Black Widows】 7点
- ゴキゲンです☆＆里歩【Color Me Pop】 4点

内容
今大会はレッドゴッデスVSブルーゴッデスという対抗戦形式のリーグ戦として10月10日に大阪府立体育会館第2競技場で開幕、11月8日同場にて最終戦。
ブルーゴッデスは最終戦を前に1点差に3チームが固まったが、首位だったBlack WidowsがDevil Duoに敗れて2位タイの2チームの結果待ちになったが、2位タイのうちの1チームだったMOMOAZがMK☆Sister’sを降してBlack Widowsは脱落、MOMOAZはセミファイナルのDDM対決待ちとなった。
レッドゴッデスは2点差に4チームが固まる大混戦となったが、3位のAphroditEがまず抜け出して首位タイのMK☆Sister’sが敗れた事でこちらもDDM対決待ちとなった。
そのセミのDDM同士の対決はレッドゴッデスのCrazy Bloomが競り勝ってレッドゴッデス代表となり、Grab the topが敗れた事でMOMOAZがブルーゴッデス代表となった。
メインの優勝決定戦はセミからの連闘となったCrazy Bloomに対して入場直後の奇襲から攻め続けたMOMOAZが最後は渡辺桃のピーチサンライズで舞華からフォールを奪って優勝した。

## 第11回（2021年）
参加12組
レッドゴッデス
- 羽南&吏南【水と油】2点
- 鹿島沙希&フキゲンです★【チーム東スポ大好き】4点
- ウナギ・サヤカ&桜井まい【お前がウナギで、お前がパンで】4点
- 葉月&コグマ【Fukuoka W Crazy《FWC》】7点 ※優勝
- ひめか&なつぽい【ひめぽい'21】6点
- 林下詩美＆上谷沙弥【AphroditE】7点

ブルーゴッデス
- レディ・C&月山和香【C Moon】0点
- 琉悪夏＆スターライト・キッド【黒虎怪童】3点
- 岩谷麻優&門倉凛（Marvelous）【Blue MaRine[11]】7点
- 中野たむ＆白川未奈【DREAM☆H】3点
- 朱里&舞華【ポニーテールと武士道】6点
- 渡辺桃＆AZM【MOMOAZ】7点 ※準優勝

内容
今大会は2年ぶりにゴッデス別のリーグ戦として10月17日に後楽園ホールで開幕、11月14日同場にて最終戦。
共に3チームずつが最後に残ったが、レッドゴッデスは2位タイのFWCが先に抜け出し、同じくAphroditEも首位のひめぽい'21を降した結果、リーグ戦も引き分けによる代表決定戦となり、葉月が葉・月ストラルで上谷沙弥を降したFWCがレッドゴッデス代表となった。
ブルーゴッデスは2位のポニーテールと武士道が反則負けで脱落となり、首位Blue MaRineと3位MOMOAZの一騎打ちはMOMOAZが制し、リーグ戦の成績によりMOMOAZが連覇への切符を掴んだ。
優勝決定戦はこの日3試合目のFWCと連戦となったMOMOAZが疲れ知らずの好勝負を演じたが、最後はコグマがジャーマンスープレックスでAZMを降したFWCが優勝した。

## 第12回（2022年）
参加16組
レッドゴッデス
- 林下詩美＆上谷沙弥【AphroditE】 10点※準優勝
- 中野たむ&なつぽい【meltear】 10点
- 朱里&稲葉ともか（JUST TAP OUT）【KARATE BRAVE】 9点
- 渡辺桃&スターライト・キッド【BLACK DESIRE】 9点
- ジュリア&テクラ【マフィアベラ】 8点
- 岩谷麻優&向後桃【Peach☆Rock】 6点
- 鹿島沙希&フキゲンです★【チーム東スポ大好き】 4点
- 桜井まい&レディ・C【マイ・フェア・レディ】 0点

ブルーゴッデス
- 高橋奈七永（フリー）&優宇（プロレスリングEVE）【7upp】 11点※優勝
- 刀羅ナツコ&琉悪夏【BMI2000】 10点
- 葉月&コグマ【FWC】 10点
- 舞華&ひめか【舞ひめ】 10点
- MIRAI&壮麗亜美【THE NEW ERAS】 9点
- AZM&天咲光由【02line】 4点
- 飯田沙耶&羽南【wing★gori】 2点
- 月山和香&SAKI（COLOR'S）【WA・KAWAILD】 2点[注 1][13]

内容
過去最多となる計16チームが参加する今大会は10月23日にプロレス初使用となるアリーナ立川立飛で開幕、12月4日の幕張メッセにて最終戦と優勝決定戦が行われた。
最終戦は共に3チームずつが残ったが、先に行われたブルーゴッデスは首位の舞ひめがFWCに敗れ、BMI2000と7UPの一騎打ちは7UPが制してこのままブルーゴッデス代表となった。
レッドゴッデスは2位タイのマフィアベラがBLACK DESIREに敗れ、勝った方が代表となる首位meltearと2位タイのAphroditEの一騎打ちはAphroditEが制し、同点ながら一騎打ちの結果でレッドゴッデス代表となった。
優勝決定戦はレッドゴッデス公式戦の間に充分な休憩を取った7UPが連戦となったAphroditEを圧倒。最後は優宇がラストライドで上谷沙弥を降した7UPが第7回のケリー・クライン＆ビー・プレストリー組以来5年ぶりとなる所属外同士のタッグのリーグ戦制覇となった。

## 第13回（2023年）
参加14組
レッドゴッデス
- 鈴季すず＆星来芽依【CRAZY STAR】 9点 ※準優勝
- 世羅りさ＆柊くるみ【PROMINENCE】 8点
- 刀羅ナツコ＆渡辺桃【XL】[注 2] 8点
- ジュリア＆テクラ【マフィアベラ】 7点
- 白川未奈＆月山和香【Moonlight Venus】 4点
- 朱里＆鹿島沙希【凸アネコン凹】 4点
- 飯田沙耶＆HANAKO【MAXIMUM ザ mini】 2点

ブルーゴッデス
- 舞華＆メーガン・ベーン【Divine Kingdom】 10点 ※優勝
- 岩谷麻優＆羽南【アイコンタクト】 8点
- MIRAI＆桜井まい【ミライサク】 8点
- AZM＆天咲光由【02line】 6点
- 壮麗亜美＆レディ・C【令和東京タワーズ】[注 3] 6点
- 葉月＆コグマ【FWC】 2点
- 中野たむ＆水森由菜 0点

内容
10月15日に大田区総合体育館で開幕、11月12日のアオーレ長岡にて最終戦と優勝決定戦が行われた。
9月11日に参加16チームのメンバーが発表されたが、その後林下詩美、スターライト・キッド、なつぽいが相次いで負傷欠場し、出場メンバーが一部変更かつ参加チームが14組に減少。さらには開幕直前に中野たむも負傷欠場に入り、リーグ戦を全休した。
また、リーグ戦の途中では、10月下旬に令和東京タワーズが体調不良で一時欠場し、11月1日にコグマが負傷療養のために残りのリーグ戦を棄権。リーグ最終盤には羽南が急性虫垂炎を患い、鹿島沙希も負傷してそれぞれ最終戦を欠場するなど、リーグ戦を欠場することなく完走したのは9組であった。
更に11月5日の牛久大会は前日の不手際で開場時間と試合開始時間が繰り下がり、木谷高明オーナーと原田克彦社長（当時）が現地の観客の前で謝罪するなど、不完全燃焼なシリーズとなった。
その中でブルーゴッデスは首位タイのうちの1チームだったDivine Kingdomが宇都宮大会のメインで連勝条件だったミライサクを降してブルーゴッデス代表となった。
レッドゴッデスは最終戦を前に2点差に3チームが残ったがXLがMoonlight Venusに敗れて脱落、PROMINENCEはマフィアベラと時間切れドローに終わり、先に全日程を済ませていたCRAZY STARがレッドゴッデス代表となった。
優勝決定戦は前日に全日程を終えたチーム同士の戦いとなったものの、Divine KingdomがCRAZY STARを相手に圧倒。最後は舞華がみちのくドライバーⅡで星来芽依を降したDivine Kingdomが優勝した。

## 第14回（2024年）
参加18組
レッドゴッデス
- 舞華＆HANAKO【杯 High Mate】 14点（準優勝）
- 葉月＆コグマ【FWC】 14点（直接対決の結果により準決勝進出）
- 刀羅ナツコ＆琉悪夏【BMI2000】 8点（準々決勝進出）
- 小波＆上谷沙弥【PsyQueen】 7点
- AZM＆天咲光由【02line】 7点
- 朱里＆鹿島沙希【凸アネコン凹】 6点
- 中野たむ＆玖麗さやか【ときめき♡ぷりんア・ラ・モード】 6点
- 岩谷麻優＆向後桃【Peach☆Rock】 6点
- 稲葉ともか（JTO）＆八神蘭奈【稲葉と八神】 4点

ブルーゴッデス
- 羽南＆飯田沙耶【wing★gori】 9点（直接対決の結果により準々決勝進出→優勝）
- なつぽい＆安納サオリ【なつ＆さおりー】 12点（準決勝進出）
- スターライト・キッド＆鈴季すず【狂乱女虎】 11点（準々決勝進出）
- 星来芽依＆狐伯（WAVE）【星狐（スターフォックス）】 9点
- 渡辺桃＆テクラ【H.A.T.E. SUPREME】（ゴッデス・オブ・スターダム王者枠） 9点
- 吏南＆稲葉あずさ（JTO）【♥DEVIL/PRINCESS♥】 8点
- 水森由菜＆さくらあや【桜田門】 6点
- 月山和香＆梨杏【がむしゃらファンタジー】 4点
- 妃南＆レディ・C【チーム教室】 4点

内容
史上最多となる18組36名が参加する今大会は10月26日に新宿住友ホールで開幕し、12月1日の上越市デュオ·セレッソまでの15大会でリーグ戦を行って各ゴッデス上位3チームが準々決勝に進出。12月7日のアクトシティ浜松にて各ゴッデス2位と3位による準々決勝を行って勝者が同首位との準決勝を行い、同8日の同場で決勝が行われた。
リーグ戦を突破したのはレッドゴッデスが杯 High Mate、FWC、BMI2000の3組でブルーゴッデスはwing★gori、なつ＆さおりー、狂乱女虎の3組でそこから決勝に進んだのが杯 High Mateとwing★goriだった。
その決勝は飯田沙耶が達者でなでHANAKOを降したwing★goriが優勝した。